# 発明の年表
発明の年表（はつめいのねんぴょう）は、特に重要な技術的発明を時系列に列挙したものである。
発明の時期（具体的な日付）は常に論争の的になっている。同じ時期に複数の発明家が独自に発明したこともあれば、原形となる発明が世に知られず、後世の発明家がそれを改良したものが一般に知られている場合もある。ここでは、不明瞭な点がある場合は最初に一般に知られたものを採用している。

## 旧石器時代
旧石器時代の発明時期は不明瞭であり、新たな発見によって塗り替えられることが多い。
- 不明: 音楽、言語、文化
- 260万年前（BP）: オルドワン - 打製石器（東アフリカ）
- 165万年前: アシュール文化 - より進化した打製石器（ケニア）
- 50万年前: 住居の建設[1]
- 50万年から25万年前: 火を操り、食物や水を滅菌または調理し始めた（東アフリカ）[2]
- 50万年から10万年前: 被服[要出典]
- 40万年前: 顔料（ザンビア）[3]
- 40万年前: 槍（ドイツ）[4]
- 16万年から4万年前: 埋葬[5]
- 14万年前: 骨角器（アフリカ、ブロンボス洞窟）
- 6万年前: 弓[6]
- 4万3千年前: 骨製の笛（スロベニア）。疑義あり[7]。
- 4万3千年前: 鉱業（スワジランド）[8]
- 4万年前: ニューギニア島やオーストラリアにボートでたどり着いた人々が入植した[9]。
- 3万6千年前: アマの繊維から作られた織物[10][11]。
- 3万5千年前: 笛（ドイツ）[12]
- 3万年前: 縫い針[要出典]
- 2万8千年から2万2千年前: 陶器（モラヴィア、Venus of Dolní Věstonice）
- 2万8千年から1万7千年前: 縒ったロープ[13][14]
- 1万2千年前: 編んだ籠[要出典]

## 紀元前

### 紀元前10千年紀
- 肥沃な三日月地帯で農業が始まった。
- 同じく肥沃な三日月地帯で酒が生産される。
- 古代オリエントでアドベが建材として使用される。

### 紀元前9千年紀
- 紀元前8700年ごろメソポタミアで金属加工（銅のペンダント）始まる。

### 紀元前8千年紀
- 古代オリエントで畜産（動物の家畜化）が始まる。

### 紀元前7千年紀
- インダス文明のメヘルガルで紀元前7000年ごろの人骨から歯科用ドリルを使った痕跡が見つかっている[15]。
- チャタル・ヒュユクから紀元前6200年ごろの地図が見つかっている。

### 紀元前6千年紀
- 肥沃な三日月地帯で灌漑が始まる。
- メソポタミアのシュメールでビールが発明される[16][リンク切れ]。
- メソポタミアで都市ができる。
- メソポタミアでプラウが発明される。

### 紀元前5千年紀
- 車輪と車軸（メソポタミア）。当初は轆轤の形で使われた。
- エジプトでビールとパンが作られ始めた。
- インダス文明のメヘルガル遺跡で火起こしのための弓ぎりが出土している[17]。
- スケート靴（スカンディナビア）[18]
- セーリング（メソポタミア）[19]
- ヒ素を使った青銅の金属加工（イラン）[20]

### 紀元前4千年紀
- 紀元前4000年: 運河（メソポタミア）
- 紀元前4000年: 石畳で舗装した道（ウル）
- 紀元前3807/3806年: 木を敷き詰めた道路（イングランド、Sweet Track）
- 紀元前3630年: 絹（中国）
- 紀元前3600年: 自立した石造りの建物（マルタ、ジュガンティーヤ）
- 紀元前3500年: 合板（エジプト）[要出典]
- 紀元前3500年: 荷車（シュメール、Bronocice pot）
- 紀元前3100年: 下水道（インダス文明各地）
- 紀元前3000年: 貯水池（インダス文明、ギルナール）[21]
- 櫛（ペルシャ）
- セメント（エジプト）
- 川舟（エジプト）

### 紀元前3千年紀
- 紀元前2800年: 石鹸（メソポタミア）
- 紀元前2800年: ボタン、風呂、便所（モヘンジョダロ、インダス文明）[22]
- 紀元前2700年: 配管、下水道（インダス文明）[22]
- 紀元前2630年 - 2611年: 階段ピラミッド - イムホテプ（エジプト）
- 紀元前2600年代: パピルス、傷の縫合、軟膏剤 - イムホテプ（エジプト）
- 紀元前2600年: チャリオット（メソポタミア）
- 紀元前2500年: アーチ（モヘンジョダロ、インダス文明）[23]
- 紀元前2500年: 指人形（インダス文明[24]
- 紀元前2500年 - 1900年: 炉、オーブン（インダス文明）[25]
- 紀元前2400年: 造船所、ドック、定規（ロータル、インダス文明）[26][27]
- 紀元前2000年: 通貨[要出典]
- サイコロ（インダス文明）[28]
- 染料[29]、公衆浴場[30]（モヘンジョダロ、インダス文明）
- 用水路（古代エジプトとインダス文明）
- ろうそく（エジプト）
- ダガー（近東）[要出典]
- 鎌剣（シュメール）
- アルファベット（フェニキア）
- 墨、麺（中国）
- ソリ、スキー（スカンディナヴィア）[16]

### 紀元前2千年紀
- 紀元前1900年: 獣医学（古代エジプトとインド）[31]
- 紀元前1500年 - 1400年: カバディ（インド）[32]
- 紀元前1000年代: 硬貨（中国）
- 紀元前1000年: レンズ（アッシリア）
- 紀元前1000年: セントラルヒーティング、床暖房（オンドル）（朝鮮）[33]
- 鉄（アナトリア半島、カフカースおよびインド）
- 香水、青銅製の剣、傘、錫釉[34]（メソポタミア）
- ガラス[35]、水時計（エジプト）
- ゴム（メソアメリカ）
- スポークのある車輪（インド＝イラン地域）
- 鉄製の剣（原ケルト）
- 鐘、フォーク（中国）[36]
- 校正（インダス文明）[37]

### 紀元前1千年紀
- 紀元前1000年: 干拓堤防（インダス文明）[38]
- 紀元前750年: 天球（古代ギリシア）[39]
- 紀元前700年代: ボタン（古代ギリシア、エトルリア文明）[16]
- 紀元前700年: チェーンポンプ（バビロニア）
- 紀元前600年代: ラテン文字（古代ローマ）
- 紀元前600年: 箸（中国）
- 紀元前592年: 錨（古代ギリシア）[40]
- 紀元前500年代: 歯科のブリッジ（エトルリア）
- 紀元前500年代: 凧 - 魯班（中国）
- 紀元前500年代: 地図（古代ギリシア）[41]
- 紀元前500年代: 形成外科、鼻形成術、白内障手術 - ススルタ（インド）[42]
- 紀元前500年: 鉄製の犂（中国）
- 紀元前500年 - 100年: 鐙（インド）[43][44]
- 紀元前499年 - 477年: 馬の首輪（中国）[45]
- 紀元前475年: 鎌戦車 - アジャータシャトル（インド）
- 紀元前400年代: 言語学 - パーニニ（インド）[46]
- 紀元前400年代: 牽引式投石機、鋳鉄、弩（中国）
- 紀元前400年代: カタパルト（古代ギリシア）[47]
- 紀元前350年: 水車、水車小屋（インド）[48]
- 紀元前300年代: 水汲み水車（インド）[48]
- 紀元前300年ごろ: ウーツ鋼（インド）[49]
- 紀元前300年ごろ: ローマ水道（古代ローマ）[50]
- 紀元前300年ごろ: 方位磁針（中国）
- 紀元前300年ごろ: 星表 - 甘徳と石申（中国）
- 紀元前300年ごろ: 百科事典 - スペウシッポス（古代ギリシア）[16]
- 紀元前300年ごろ: ねじ - アルキタス（古代ギリシア）
- 紀元前300年ごろ: 墨（インド）
- 紀元前300年: るつぼ鋼（インド）[51]
- 紀元前300年 - 100年: 高炉、キューポラ、銑鉄（中国）
- 紀元前200年代: 宝石としてのダイヤモンド（インド）[52]
- 紀元前200年代: 時計の脱進機構 - ビザンチウムのフィロン（古代ギリシア）[53]
- 紀元前285年: 吊り橋（中国）
- 紀元前250年: てこ（古代ギリシア）
- 紀元前210年: クロム（中国）
- 紀元前200年代: 複合滑車、オドメーター、アルキメディアン・スクリュー - アルキメデス
- 紀元前200年代: カシミア（インド）[54]
- 紀元前200年代: 運河、閘門（中国）
- 紀元前200年代: 卒塔婆、仏塔（インド）[55]
- 紀元前202年 - 201年: 鞴（中国）
- 紀元前200年: 蹄鉄（古代ローマ）
- 紀元前150年代: 時計仕掛け（アンティキティラ島の機械）
- 紀元前150年代: アストロラーベ - ヒッパルコス
- 紀元前100年: 吹きガラス（古代ローマ）[56]
- 紀元前100年代: 羊皮紙（ペルガモン）
- 紀元前100年代: 手押し車（中国）[57]
- 紀元前100年: 杵（中国）
- 紀元前52年: 天球儀（中国）
- 紀元前40年: 転がり軸受（ローマ帝国） - 船で使用
- 紀元前21年: 閉じることができる傘 - 王莽[58]
- 傷口の焼灼、膣鏡、手術用針[59]、はさみ[60]（古代ローマ）
- カタパルト（古代オリエント）
- 指南車（中国）
- 差動歯車（中国およびギリシアのアンティキティラ島）
- 製本、吹き矢、鉄の小球[61]、インディゴ染料[62]、インドセンダンを使った歯ブラシ（インド）
- ジュート繊維（ベンガル地方）[63]

## 1千年紀

### 1世紀から5世紀
- 1年 - 100年: ジャンク船とその舵（中国）[64]
- 38年: 水力駆動の鞴 - 杜詩
- 50年: 土工板式犂（中国とガリア）
- 77年: 百科事典（『博物誌』） - 大プリニウス[16]
- 78年 - 139年: 水力駆動の天球儀 - 張衡
- 100年代: 大三角帆（ギリシア、ローマ）[65][66][67][68][69][70][71][72][73][74]
- 100年代: 蒸気機関、自動販売機、ポンプ - アレクサンドリアのヘロン（アエギュプトゥス）
- 100年代: 梳綿（インド）[75]
- 105年: 紙 - 蔡倫（中国）[76]
- 132年: 初歩的な地震計 - 張衡（中国）
- 180年: 唐箕（扇風機） - 丁緩（中国）[要出典]
- 200年代: 天灯（熱気球の一種、中国）
- 200年代: 蹄鉄（ドイツ）
- 200年 - 400年: 階段井戸（インド）[77]
- 200年 - 400年: ダイヤル錠（ローマ帝国）[78]
- 300年代: 耐腐食性のある鉄 - デリーの鉄柱（インド）[79]
- 300年代: 歯磨剤（アエギュプトゥス）
- 300年代: 結晶化した砂糖（インド）
- 400年代: 綿繰り機（インド）[80]
- 縦帆帆走[81]、カマル[82]（インド）
- マニ車（チベット）[83]
- 3本マストの商船[84]、木版印刷（中国）

### 6世紀から8世紀
- 500年代: チャトランガ（チェスなどの祖先）[85]、パチーシ（ルドーの祖先）[86]、香時計[87][88]（インド）
- 589年: トイレットペーパーとしてのちり紙 - 顔之推（中国）
- 605年: 総石造で三角小間に穴を開けたアーチ橋（中国）
- 618年 - 700年: 磁器（中国）
- 618年 - 907年: 水力駆動の扇風機（中国）
- 673年: ギリシア火薬を使った火炎放射器 - カリニコス（ヘリオポリス）
- 700年: 羽根ペン[要出典]
- 700年 - 900年: 公益信託（イスラム帝国）[89][90]
- 700年代: 接種 - Madhav（インド）[91]
- 721年 - 815年: 純粋なアルコールの蒸留[92][93]、硝酸・塩酸・硫酸・酒石酸・クエン酸・王水・濃酢酸の精製[94][95][96][97] - ジャービル・イブン＝ハイヤーン
- 754年: 薬局（バグダード）[98]
- 758年 - 764年: タールによる舗装（バグダード）[99]
- 763年 - 800年: 精神科の病院 - Bimaristan（バグダード）[100]
- 乾留、蒸留水[101]、ガソリン[102]（イスラム世界）

### 9世紀から10世紀
- 700年 - 1000年: 糸車（インド）[103]
- 800年 - 850年: Mural instrument、各種象限儀 - フワーリズミー[104]
- 800年 - 857年: 腋の下の消臭[105]、美容所、化学的脱毛剤[106] - ジルヤーブ（英語版）（音楽家）
- 800年 - 873年: 笛を演奏するオートマタ、プログラミング可能な機械[107]、コップ形のメカニカルパズル、ガスマスク、浚渫用機械、フェイルセーフ機構、防風型ランプ（ハリケーンランプ）[108]、機械式楽器[109] - バヌー・ムーサー
- 800年代: モスリン（ベンガル地方ダッカ）[110][111]
- 800年代: 炻器（イラク）[112]
- 800年代: 黒色火薬（中国）
- 800年代: 水力タービン（イスラム帝国）[108]
- 800年代: 汎用日時計（バグダード）[113][114][115]
- 800年代: 軸が垂直な風車（アフガニスタン）[116]
- 800年代: ナフサ、油井（アゼルバイジャン）[99]
- 800年代: 単科大学（マドラサ、イスラム世界）[117]
- 800年 - 1000年: 風車による製粉、砂糖の精製工場[118]、開閉器[119]（イスラム世界）
- 800年: 金属板による印刷（エジプト）[120]
- 810年 - 887年: 透明なガラス、人工気象シミュレーション[121][122]、メトロノーム[123] - アッバース・イブン・フィルナス（アンダルス）
- 827年: 歌を奏でるオートマタの鳥 - マアムーン[124]
- 836年 - 1000年: 勃起不全治療 - アル・ラーズィー、サービト・イブン・クッラ他[125]
- 859年: 総合大学 - Fatima al-Fihri[126][127]
- 875年: ハンググライダー、人工翼 - アッバース・イブン・フィルナス[123][128]
- 865年 - 900年: ケロシン - アル・ラーズィー（イラク）[99][129]
- 865年 - 925年: 化学療法 - アル・ラーズィー[130]
- 900年代: 紙幣、火槍、銃（中国）
- 900年代: 製粉工場（バグダード）[131]
- 900年代: 方眼紙（イスラム帝国）[132][133][134]
- 900年代: 水平な軸の風車（イスラム世界）[116]
- 919年: 噴火器（二重ピストン式火炎噴射器、中国）
- 984年: パウンド・ロック - 喬維岳（中国）
- 953年: 万年筆 - ムイッズ（エジプト）[135][136][137]
- 960年 - 1000年: レストラン（イスラム帝国）[138]
- 994年: 天文用六分儀 - Abu-Mahmud al-Khujandi（ペルシャ）[139]
- 996年: 歯車を使ったアストロラーベ - アブー・ライハーン・アル・ビールーニー[140]
- 等高度線象限儀[141]、航海用アストロラーベ[142]、垂直式日時計、極向型日時計[143]、髭剃り用石鹸、水準器の一種 (en)[144]、街灯[145]、シャーベット、ソフトドリンク、シロップ[146][147]、公共図書館[148]、図書目録[149]（イスラム世界）
- 爆竹（中国）

## 2千年紀

### 11世紀
- 1000年ごろ: 注射針、白内障手術、吸引 - Ammar ibn Ali al-Mawsili[150][151]
- 1000年: 結紮、絆創膏[152]、掻爬器[153]、開創器[153]、メス[154]などの手術用器具、吸入麻酔と麻酔用スポンジ[99][155]、木綿湿潤療法[156] - アブー・アル＝カースィム・アッ＝ザフラウィー（アンダルス）
- 1000年 - 1020年ごろ: 太陽中心式アストロラーベ - アル＝シジュジー[157]
- 1000年 - 1037年ごろ: 精油 - イブン・スィーナー[158]
- 1000年 - 1048年ごろ: 正射式アストロラーベ、星座早見盤[159][160]、フラスコ、比重計[161]、円錐液量計[162]、太陰太陽暦を表示する機械式アナログコンピュータ[163] - アブー・ライハーン・ビールーニー
- 1020年: 機械式アストロラーベ - Ibn Samh（アンダルス）[164]
- 1021年: 拡大鏡[165]、ピンホールカメラ（カメラ・オブスクラ）[166] - イブン・ハイサム
- 1021年: 小説 - 紫式部[167]
- 1025年: がん治療の試み[156][168]、カルシウム拮抗剤[169]、薬局方[170][171] - イブン・スィーナー
- 1028年 - 1087年: 汎用アストロラーベ - ザルカーリー（アンダルス）
- 1031年 - 1095年: レリーフ地図 - 沈括[172][173]
- 1038年 - 1075年: フライホイール - Ibn Bassal（アンダルス）[174]
- 1041年: 活字印刷機 - 畢昇（中国）
- 1044年: 手榴弾 - 震天雷（中国）
- 1087年: 天文年鑑 - アッ＝ザルカーリー[175]
- 1088年: 機械式時計、時計台 - 蘇頌
- 1088年: 方位磁針 - 沈括（中国）
- 1090年: ベルト駆動、チェーン駆動 - 秦観（中国）
- 1092年: 天文時計 - 蘇頌
- 1094年: 印刷された星図 - 蘇頌
- キャラコ（インド）[176]
- コークス（中国）
- 遊星歯車機構などを使った機械式時計（重りで駆動） - Ibn Khalaf al-Muradi（アンダルス）[177]
- 透明なガラスを使った鏡（アンダルス）[99]

### 12世紀
- 1100年ごろ: 現在のような形のそろばん（中国）
- 1100–1150年: トルクエタム - ジャビール・イブン・アフラ[178]
- 1100–1161年: 気管切開術 - イブン・ズフル（アンダルス）[179]
- 1119年: 防水隔壁 - 朱彧（中国）
- 1126年: 火箭（またはロケット） - 李綱（中国）、
- 1128: 大砲（中国）[180]
- 1135–1200年: 棒状のアストロラーベ - Sharaf al-Dīn al-Tūsī（ペルシャ）[181]
- 1150年: 伝書鳩（イラクとシリア）[182]
- 1187年: 平衡錘式トレビュシェット（投石機） - Mardi bin Ali al-Tarsusi[183][184][185]
- 1190年: 航海用方位磁針（イタリア）[186]
- アストロラーベ的象限儀[187]、換気機構（エジプト）[188]（エジプト）
- 橋脚に設置された水車場[189]、水力を使った鍛冶場、精錬炉（アンダルス）
- 床下にパイプを引いた床暖房式セントラルヒーティング（シリア）[190]
- 花火、サングラス（中国）

### 13世紀
- 1200年ごろ: ガラスを使った鏡（ヨーロッパ[16][191]
- 1206年: ボルト錠[108]、流量調節器、手洗い装置、カムシャフト[192]、部分歯車[193]、吸水ピストンポンプ[194]、プログラム可能な人間型ロボット[195]、プログラム可能なアナログコンピュータ[196]、自動開閉門[197]、積層（ラミネート）構造[108]、機械テンプレート[108]、紙製模型[108]、砂型による鋳物製造[108]、金剛砂[108]、クランクシャフト駆動のチェーンポンプ[198]、水力駆動のチェーンポンプ[199]、間欠作動機構[198] - アル＝ジャザリ
- 1232年: 火箭（中国）
- 1235年: 暦を計算するアナログコンピュータつきの歯車式アストロラーベ - Abi Bakr（エスファハーン）[200]
- 1259年: 研究所、天文台 - ナスィールッディーン・トゥースィー[201]
- 1260年: 手持ち式大砲と火薬を使った実包（エジプト）[94][202]
- 1270年: 高純度の硝酸カリウム - Hasan al-Rammah（シリア）[94][202]
- 1274年: 攻城用大砲 - Abu Yaqub Yusuf（マリーン朝）[202]
- 1275年: 魚雷 - Hasan al-Rammah（シリア）
- 1275年: 食堂のメニュー（中国）
- 1277年: 地雷 - 婁鈴轄（中国）
- 1296年ごろ: 天体観測用方位磁針 - イエメンのスルターン al-Ashraf[203]
- 1297年 - 1298年: 木製活字による印刷 - 王禎（中国）[204]
- クランクシャフト駆動のスクリューまたはスクリュー式ポンプ[205]
- 紙やすり、固体燃料式ロケット（中国）
- コンドーム（イタリア）
- ボタン穴（ドイツ）[16]
- へびとはしご（すごろくの一種、インド）[206]

### 14世紀
- 1304–1375年: Compendium instrument - イブン・シャーティル[143]
- 1350年: 単純な吊り橋（ペルー）
- 1355年: 射石砲、火縄銃、多段ロケット、機雷、砲弾、ホイールロック式銃 - 焦玉と劉基
- 32方位の羅針図（アラブ世界）[207]
- 日本刀（日本）
- マスケット銃（中国）
- 天球儀（中東）

### 15世紀
- 1400–1429年: 合を計算する道具（天文用アナログコンピュータ） - アル＝カーシー[208][209][210][211]
- 1405–1433年: 宝船 - 鄭和
- 1441年: 雨量計 - 蔣英実
- 1450年代: アルファベットの活字を使った活版印刷 - ヨハネス・グーテンベルク
- 1451年: 眼鏡用凹レンズ - ニコラウス・クザーヌス
- 1490–1492年: 地球儀 - マルティン・ベハイム
- 1494年: 複式簿記 - ルカ・パチョーリ
- 1498年: 毛を植えた歯ブラシ - 弘治帝
- 鉄鎖を使った吊り橋（中国）
- 火縄銃、小銃（ヨーロッパ）

### 16世紀
- 1500年ごろ: 玉軸受、はさみ - レオナルド・ダ・ヴィンチ
- 1540年: エーテル - Valerius Cordus
- 1551年: 蒸気タービン - タキ・アルジン（オスマン帝国下のエジプト）[212]
- 1559年: 6気筒ポンプ - タキ・アルジン[213]
- 1565年: 鉛筆 - コンラート・ゲスナー[16][214]
- 1579年: プレハブ住宅 - アクバル大帝[215]
- 1580年ごろ: 水タバコ - Hakim Abul Fateh Gilani（ムガル帝国）[216][217][218]
- 1589年: 靴下編み機 - ウィリアム・リー
- 1589年 - 1590年: 継ぎ目のない天球儀 - Ali Kashmiri ibn Luqman（ムガル帝国のカシミール）[219]
- 1590年ごろ: 顕微鏡 - サハリアス・ヤンセン、ハンス・ヤンセン、ハンス・リッペルハイ[220]
- 1593年: 温度計 - ガリレオ・ガリレイ
- 1596年: 水洗式便所 - John Harrington & Thomas Crapper
- 更紗（インド）[221]
- マスケット銃（ヨーロッパ）
- 高層住宅と垂直型の都市計画（シバーム）[222][223]
- 手裏剣（日本）[要出典]

### 17世紀
- 1609年: 望遠鏡 - ハンス・リッペルハイ、サハリアス・ヤンセン、ヤコブ・メティウス[224]
- 1610年: フリントロック式銃 - Marin le Bourgeoys
- 1620年: 計算尺 - ウィリアム・オートレッド
- 1623年: 機械式計算機 - ヴィルヘルム・シッカート
- 1624年かそれ以前: 温度調整器 - コルネリウス・ドレベル[225]
- 1631年: ノギス - ピエール・ヴェルニエ
- 1642年: 機械式計算機 - ブレーズ・パスカル
- 1643年: 気圧計 - エヴァンジェリスタ・トリチェリ
- 1645年: 真空ポンプ -  オットー・フォン・ゲーリケ
- 1657年: 振り子時計 - クリスティアーン・ホイヘンス
- 1672年: 蒸気自動車 - フェルディナント・フェルビースト[226][227]
- 1679年: 圧力鍋 - ドニ・パパン
- 1690年: 水車を使った鉱山用装置 - クリストフェル・プールヘム
- 1698年: 蒸気機関を使ったポンプ - トーマス・セイヴァリ
- 1700年: ピアノ - バルトロメオ・クリストフォリ
- パランプール布（インド）[228][229]

### 18世紀
- 1709年: コークスを使った鉄の製錬 - エイブラハム・ダービー1世
- 1711年: 音叉 - ジョン・ショア
- 1712年: ニューコメン式蒸気機関 - トーマス・ニューコメン
- 1714年: 水銀温度計 - ガブリエル・ファーレンハイト
- 1731年: 八分儀 - ジョン・ハドリー
- 1733年: 飛び杼 - ジョン・ケイ
- 1737年: 航海用クロノメーター (H1) - ジョン・ハリソン
- 1742年: フランクリンストーブ - ベンジャミン・フランクリン
- 1752年: 避雷針 - ベンジャミン・フランクリン
- 1764年: ジェニー紡績機 - ジェームズ・ハーグリーブス
- 1767年: 炭酸水 - ジョゼフ・プリーストリー
- 1769年: 水力紡績機 - リチャード・アークライト
- 1769年: キュニョーの砲車 - ニコラ＝ジョゼフ・キュニョー
- 1770年: 消しゴム - ジョゼフ・プリーストリー
- 1775年: タートル潜水艇 - デヴィッド・ブッシュネル
- 1776年: 蒸気船 - クロード・フランソワ・ドロテ・ジュフロワ・ダバン
- 1776年: ワット式蒸気機関 - ジェームズ・ワット
- 1777年: 梳綿用機械 - オリヴァー・エヴァンス
- 1777年: 丸鋸 - サミュエル・ミラー
- 1779年: ミュール紡績機 - サミュエル・クロンプトン
- 1780年代: 鉄製ロケット - ティプー・スルターン（インド）[230]
- 1783年: 熱気球 - モンゴルフィエ兄弟
- 1783年: 水素気球 - ジャック・シャルルとロベール兄弟
- 1784年: 遠近両用眼鏡 - ベンジャミン・フランクリン
- 1784年: アルガン灯 - Aimé Argand[16]
- 1784年: 榴散弾 - ヘンリー・シュラプネル
- 1785年: 力織機 - エドモンド・カートライト
- 1785年: 自動製粉工場 - オリヴァー・エヴァンス
- 1786年: 脱穀機 - アンドリュー・ミークル
- 1791年: 義歯 - Nicholas Dubois De Chemant
- 1791年: シャープペンシル
- 1795年: アペール法 - ニコラ・アペール
- 1798年: 予防接種 - エドワード・ジェンナー
- 1798年: リトグラフ - アロイス・ゼネフェルダー

### 19世紀

#### 1800年代
- 1800年: ボロタ電池:アレッサンドロ・ボロタ
- 1801年: ジャカード織機 - ジョゼフ・マリー・ジャカール [231]
- 1802年: スクリュー推進式蒸気船フェニックス号 - ジョン・スティーブンス
- 1802年: ガスレンジ - ジェームズ・シャープ
- 1802年: 電弧（アーク溶接） - ヴァシーリー・ウラジーミル・ペトロフ
- 1803年: モルヒネ - フリードリヒ・ゼルチュルナー[232]
- 1804年: 蒸気機関車 - リチャード・トレビシック
- 1805年: 潜水艦ノーチラス号 - ロバート・フルトン
- 1807年: 蒸気船クラーモント号 - ロバート・フルトン
- 1808年: コンターマシン - ウィリアム・ニューベリー
- 1809年: 放電灯 - ハンフリー・デービー

#### 1810年代
- 1814年: 蒸気機関車ブリュヘル号 - ジョージ・スチーブンソン
- 1816年: デービー灯 - ハンフリー・デービー
- 1816年: スターリングエンジン - ロバート・スターリング
- 1816年: 聴診器 - ルネ・ラエンネック
- 1816年: メトロノーム - ヨハン・ネポムク・メルツェル
- 1817年: ドライジーネまたはベロシペード（ペダルのない二輪自転車） - カール・フォン・ドライス
- 1817年: 万華鏡 - ディヴィッド・ブリュースター
- 1817年: ジャイロスコープ - ヨハン・ゴットリープ・フリードリヒ・フォン・ボーネンベルガー（ドイツ語版）[233][234]
- 1855年: ブンゼンバーナー - ピーター・デサーガ

#### 1820年代
- 1821年: 電動機 - マイケル・ファラデー
- 1823年: 電磁石 - ウィリアム・スタージャン
- 1823年: ライター - ヨハン・デーベライナー
- 1824年: ポルトランドセメント - ジョセフ・アスプディン
- 1826年: 写真 - ニセフォール・ニエプス
- 1826年: 内燃機関 - サミュエル・モーリー
- 1827年: 摩擦マッチ - ジョン・ウォーカー
- 1827年: 万年筆 - Petrache Poenaru
- 1829年: 蒸気機関車ロケット号 - ジョージ・スチーブンソン[16]

#### 1830年代
- 1830年: ステノタイプ（速記用タイプライター） - カール・フォン・ドライス
- 1831年: 強力な電磁石 - ジョセフ・ヘンリー
- 1831年: 刈取り機 - サイラス・マコーミック
- 1831年: 発電機 - マイケル・ファラデー、イェドリク・アーニョシュ
- 1832年: 電磁式電信器 - パヴェル・シリング
- 1832年: 電動機 - ウィリアム・スタージャン
- 1834年: ハンサムキャブ - ジョゼフ・ハンサム
- 1834年: 点字システムの完成 - ルイ・ブライユ
- 1834年: 冷蔵庫 - ジェイコブ・パーキンス
- 1834年: コンバインハーベスター - ハイラム・ムーア
- 1835年: 回転式拳銃 - サミュエル・コルト
- 1835年: 継電器 - ジョセフ・ヘンリー
- 1835年: 白熱電球 - ジェームズ・ボウマン・リンゼイ
- 1836年: ミシン - ヨーゼフ・マーダースペルガー
- 1837年: 電動印刷機 - トーマス・ダヴェンポート（アメリカ合衆国初の電気機器の特許）
- 1837年: 鋼鉄製プラウ - ジョン・ディア
- 1837年: ヘルメット潜水 - オーガスタス・シーベ[235]
- 1837年: カメラのズームレンズ - ジョセフ・マキシミリアン・ペッツヴァール
- 1837年: 電磁式電信器 - サミュエル・モールス
- 1838年: 電気式電信器 - チャールズ・ホイートストン（サミュエル・モールスも）
- 1838年: closed diving suit with a helmet - Augustus Siebe[235]
- 1839年: 加硫ゴム - チャールズ・グッドイヤー

#### 1840年代
- 1840年: 人工肥料 - ユストゥス・フォン・リービッヒ
- 1841年: サクソフォーン - アドルフ・サックス
- 1842年: 過リン酸石灰肥料 -  ジョン・ベネット・ローズ
- 1842年: 蒸気ハンマー（蒸気駆動の杭打ち機） - ジェームス・ナスミス
- 1842年: 麻酔 - クロウフォード・ロング
- 1843年: タイプライター - チャールズ・サーバー
- 1843年: ファクシミリ - アレクサンダー・ベイン[要出典]
- 1843年: アイスクリーム・メーカー - ナンシー・ジョンソン
- 1844年: 安全マッチ - Gustaf Erik Pasch
- 1844年: 木材パルプ（製紙用） - Charles Fenerty（カナダ）と F.G. Keller（ドイツ）
- 1845年: 空気入りタイヤ - ロバート・ウィリアム・トムソン
- 1846年: ミシン - エリアス・ハウ
- 1846年: 輪転印刷機 - リチャード・マーチ・ホー
- 1849年: 安全ピン - ウォルター・ハント
- 1849年: フランシス水車 - ジェームズ・B・フランシス
- 1849年: 電話 - アントニオ・メウッチ

#### 1850年代
- 1852年: 飛行船 - アンリ・ジファール
- 1852年: 乗用エレベーター - エリシャ・オーチス
- 1855年: ベッセマー法 - ヘンリー・ベッセマー
- 1856年: セルロイド - アレキサンダー・パークス
- 1858年: 海底ケーブル - チャールズ・ホイートストン
- 1858年: メーソンジャー（食料保管用広口瓶） - ジョン・L・メーソン
- 1859年: 油井掘削用ドリル - エドウィン・ドレーク
- 1859年: 鉛蓄電池 - ガストン・プランテ
- 1859年: 甲鉄装甲艦ラ・グロワール - アンリ・デュピュイ・ド・ローム
- バドミントン（インド）[236][237]

#### 1860年代
- 1860年: 電球 - ジョゼフ・スワン
- 1860年: リノリウム - フレデリック・ウォルトン
- 1860年: 連発銃 - オリヴァー・F・ウィンチェスター、クリストファー・スペンサー
- 1860年: 魚雷 - ジョヴァンニ・ルピス
- 1861年: 平炉 - カール・ウィルヘルム・シーメンス
- 1862年: 回転機関砲 - リチャード・ジョーダン・ガトリング
- 1862年: パスチャライゼーション - ルイ・パスツール、クロード・ベルナール
- 1863年: 自動ピアノ - Henri Fourneaux
- 1863年: 地下鉄 - ジョン・フォウラー（準男爵）
- 1864年: 動力つき潜水艦 - ナルシス・ムントリオル
- 1865年: 有刺鉄線 - Louis Jannin
- 1866年: ダイナマイト - アルフレッド・ノーベル
- 1868年: タイプライター - クリストファー・レイサム・ショールズ他
- 1868年: 空気ブレーキ（鉄道） - ジョージ・ウェスティングハウス
- 1868年: オレオマーガリン - イポリット・メージェ＝ムーリエ
- 1869年: 真空掃除機 - アイヴス・マガフィー

#### 1870年代
- 1870年: チューインガム - トーマス・アダムス[16]
- 1870年: Stock ticker - トーマス・エジソン
- 1871年: ケーブルカー - アンドリュー・スミス・ハレディー
- 1873年: ジーンズ - リーヴァイ・ストラウス[16]
- 1873年: 鉄道用自動連結器 - イーライ・ジャニー
- 1873年: 直流電動機 - ゼノブ・グラム
- 1874年: 有刺鉄線 - ジョセフ・グリッデン[16]
- 1874年: ヘロイン - C・R・アルダー・ライト[238]
- 1874年: 路面電車（便宜上「電車」となっているが電車ではない） - Stephen Dudle Field
- 1874年: DDT - オトマール・ツァイドラー[16]
- 1875年: 弾倉 - ベンジャミン・B・ホチキス
- 1876年: 絨毯用掃除機 - メルヴィル・ビッセル
- 1876年: キャブレター - ゴットリープ・ダイムラー
- 1876年: スピーカー - アレクサンダー・グラハム・ベル
- 1876年: 電話機 - アレクサンダー・グラハム・ベル
- 1877年: ステープラー - Henry R. Heyl
- 1877年: 誘導電動機 - ニコラ・テスラ
- 1877年: 蓄音機 - トーマス・エジソン
- 1877年: マイクロフォン - エミール・ベルリナー
- 1878年: クルックス管 - ウィリアム・クルックス
- 1878年: 潜水用酸素供給機構（リブリーザー） - ヘンリー・フリュス[239]
- 1879年: ペルトン水車 - レスター・アラン・ペルトン
- 1879年: キャッシュレジスター - ジェームズ・リッティ

#### 1880年代
- 1880年: フォトフォン（光を媒体とした音声通信方式） - アレクサンダー・グラハム・ベル
- 1880年: 安全剃刀 - Kampfe Brothers
- 1880年: 地震計 - ジョン・ミルン
- 1881年: ロールフィルム - ジョージ・イーストマン
- 1881年: 金属探知機 - アレクサンダー・グラハム・ベル
- 1882年: 電動扇風機 - スカイラー・ホイーラー
- 1882年: ブローランプ - Carl Rickard Nyberg
- 1883年: 2相（交流）誘導電動機 - ニコラ・テスラ
- 1884年: ライノタイプ鋳植機 - オットマー・マーゲンターラー
- 1884年: パンチカード（機械で読み取り可能なデータ記録媒体） - ハーマン・ホレリス
- 1884年: 路面電車（電動） - フランク・スプレイグ、Charles Van Depoele
- 1884年: ボールペン - ジョン・ラウド
- 1885年: ローラーコースター - ラマーカス・アドナ・トンプソン
- 1885年: （内燃機関を使った）自動車の特許 - カール・ベンツ - 自動車の工業生産の始まり
- 1885年:  全自動式機関銃 - ハイラム・マキシム
- 1885年: オートバイ - ゴットリープ・ダイムラーとヴィルヘルム・マイバッハ
- 1885年: 交流変圧器 - ウィリアム・スタンリー
- 1885年: 安全型自転車 - ジョン・ケンプ・スターレー
- 1886年: 食器洗い機 - ジョセフィン・コクラン
- 1886年: ガソリンエンジン - ゴットリープ・ダイムラー
- 1886年: 蓄音機の記録媒体が錫箔管から蝋管へと進化 - Tainter & Bell
- 1886年: コーラ
- 1887年: アンフェタミン - ラザル・エデレアーヌ[240]
- 1887年: モノタイプ鋳植機 - トルバート・ランストン
- 1887年: コンタクトレンズ - アドルフ・オイゲン・フィック他
- 1887年: レコード盤とそれを使った蓄音機 - エミール・ベルリナー
- 1887年: シーリングファン - フィリップ・ディール
- 1888年: 多相交流電力システム - ニコラ・テスラ（関連特許が30個ある）
- 1888年: ロールフィルム式カメラ - ジョージ・イーストマン[241]
- 1888年: シネマトグラフの原型（紙製フィルム） - ルイ・ル・プラン
- 1888年: 液晶 - F・ライニッツァー
- 1889年: ノースロップ織機 - ジェームズ・ヘンリー・ノースロップ（ドレイパー社）
- 1889年: 任天堂のゲーム機
- ジアスターゼ - 高峰譲吉

#### 1890年代
- 1890年: 線ファスナー - ウィットコム・L・ジャドソン
- 1891年: 接触分解 - ウラジーミル・シューホフ
- 1891年: 炭化ケイ素 - エドワード・アチソン
- 1891年: モンキーレンチ - ヨハン・ヨハンソン
- 1891年: テスラコイル - ニコラ・テスラ
- 1891年: キネトスコープ（覗き見式映画） - トーマス・エジソン
- 1892年: エスカレーター（斜行エレベーター） - ジェシー・W・リノ[16]
- 1892年: カラー写真 - フレデリック・E・アイヴス
- 1892年: 自動電話交換機 - アルモン・ストロージャー
- 1893年: キャブレター - ドナ・バンキ他
- 1893年: 同調式無線通信 - ニコラ・テスラ (The True Wireless)[242]
- 1894年: 無線通信 - ジャガディッシュ・チャンドラ・ボース（ベンガル地方）[243]
- 1894年: 搾乳機 - グスタフ・ド・ラバル
- 1894年: メタンフェタミン - 長井長義[244]
- 1894年: コヒーラ検波器 - オリバー・ロッジ
- 1895年: X線（発見） - ヴィルヘルム・レントゲン
- 1895年: ディーゼルエンジン - ルドルフ・ディーゼル
- 1895年: 雷検知器、無線受信機 - アレクサンドル・ポポフ
- 1895年: 無線電信 - グリエルモ・マルコーニ
- 1895年: シネマトグラフ（映写式映画） - リュミエール兄弟
- 1896年: ヴァイタスコープ（映写式映画） - トーマス・アーマット
- 1897年: ブラウン管 - フェルディナント・ブラウン
- 1897年: アセチルサリチル酸（アスピリン） - バイエルのフェリックス・ホフマン
- 1898年: 遠隔制御 - ニコラ・テスラ
- 1898年: イグニッションコイル - ニコラ・テスラ
- 1899年: セルモーター - クライド・J・コールマン
- 1899年: 磁気針金録音機 - ヴォルデマール・ポールセン

### 20世紀

#### 1900年代
- 1900年: アドレナリン - 高峰譲吉
- 1900年: 硬式飛行船ツェッペリン - フェルディナント・フォン・ツェッペリン
- 1901年: 水銀灯 - ピーター・C・ヒューイット
- 1901年: 替え刃式安全剃刀 - キング・キャンプ・ジレット
- 1901年: 電動真空掃除機 - ヒューバート・ブース
- 1901年: ブロックゲージ - カール・ヨハンソン
- 1902年: 硝酸の工業生産 - ヴィルヘルム・オストヴァルト
- 1902年: エア・コンディショナー - ウィリス・キャリア [16]
- 1902年: ネオン管 - ジョルジュ・クロード
- 1902年: 音声による無線通信（ラジオ） - ヴォルデマール・ポールセン、レジナルド・フェッセンデン
- 1903年: 心電図 (EKG) - ウィレム・アイントホーフェン
- 1903年: 動力付きで制御可能な飛行機 - ライト兄弟
- 1904年: 熱イオン管 - ジョン・フレミング
- 1904年: トラクター - ベンジャミン・ホルト
- 1905年: 2極真空管 - ジョン・フレミング
- 1906年: 3極真空管 - リー・ド・フォレスト
- 1907年: ヘリコプター - ポール・コルニュ
- 1907年: グルタミン酸ナトリウム（うま味） - 池田菊苗[245][246]
- 1907年: 電気洗濯機 - アルバ・フィッシャー
- 1907年: ブラウン管式テレビ受像機 - ボリス・ロージング
- 1908年: セロファン - Jacques E. Brandenberger
- 1908年: ガイガー＝ミュラー計数管 - ハンス・ガイガーとアーネスト・ラザフォード
- 1908年: ジャイロコンパス - Hermann Anschütz-Kaempfe
- 1908年: ハーバー・ボッシュ法 - フリッツ・ハーバー
- 1909年: ベークライト - レオ・ベークランド
- 1909年: サプレッサー - ハイラム・パーシー・マキシム
- マイクロ波光学、発育描画器 - ジャガディッシュ・チャンドラ・ボース（ベンガル地方）[247]

#### 1910年代
- 1910年: チアミン（ビタミンB1） - 鈴木梅太郎[248]
- 1910年: 歯列矯正器具 - Joseph Clyde [要出典]
- 1910年: モータージェット - アンリ・コアンダ
- 1910年: 古典的条件づけ - イワン・パブロフ
- 1911年: ジャイロコンパス - エルマー・アンブローズ・スペリー
- 1911年: セルモーター（改良） - チャールズ・ケタリング
- 1911年: 水上機 - グレン・カーチス
- 1911年: 背負い式パラシュート - グレープ・コテルニコフ
- 1912年: 航空機減速用パラシュート - グレープ・コテルニコフ
- 1913年: 旅客機 - イーゴリ・シコールスキイ
- 1913年: アサルトライフル - ウラジミール・フェドロフ
- 1913年: ブラジャー - メアリー・フェルプス・ジェイコブ
- 1913年: クロスワードパズル - アーサー・ウィン
- 1913年: 半装軌車 - アドルフ・ケグレス
- 1913年: ラジオ受信機 - アーンスト・アレキサンダーソン、レジナルド・フェッセンデン
- 1913年: ステンレス鋼 - ハリー・ブレアリー
- 1913年: クーリッジ管（X線発生装置） - ウィリアム・D・クーリッジ[249]
- 1914年: 3極真空管を使ったラジオ送信機 - アーンスト・アレキサンダーソン
- 1914年: 液体燃料式ロケット - ロバート・ゴダード
- 1914年: 戦略爆撃機 - イーゴリ・シコールスキイ
- 1914年: 戦車 - ウィリアム・トリットンとウォルター・ゴードン・ウィルソン
- 1915年: タングステンをフィラメントとした電球 - アーヴィング・ラングミュア
- 1915年: 活性炭を使ったガスマスク - ニコライ・ゼリンスキーとジェームズ・B・ガーナー
- 1915年: 耐熱ガラスパイレックス - コーニング
- 1916年: 養殖真珠 - 御木本幸吉
- 1916年: トンプソン・サブマシンガン - ジョン・T・トンプソン
- 1917年: ソナー - ポール・ランジュバン
- 1917年: 巡航ミサイル - チャールズ・ケタリング
- 1918年: 水晶振動子 - A・M・ニコルソン
- 1919年: フリップフロップ回路 - ウィリアム・エックルスとF・W・ジョーダン
- 1919年: テルミン - レフ・テルミン

#### 1920年代
- 1920年: サハの電離公式 - メーグナード・サーハー[250]
- 1921年: ポリグラフ - ジョン・A・ラーソン
- 1922年: レーダー - ロバート・ワトソン＝ワット、グレゴリー・ブライト他
- 1922年: 吸収式冷凍機 - バルツァール・フォン・プラテン
- 1923年: トーキー - リー・ド・フォレスト
- 1923年: 風洞 - M・マックス・ムンク
- 1923年: オートジャイロ - フアン・デ・ラ・シエルバ
- 1923年: キセノンフラッシュランプ - ハロルド・ユージン・エジャートン
- 1924年: 自動織機 - 豊田佐吉[251]
- 1925年: 超遠心機 - テオドール・スヴェドベリ - 分子量特定に用いる
- 1926年: 機械走査式テレビ - ジョン・ロジー・ベアード
- 1926年: スプレー - Erik Rotheim
- 1926年: 八木・宇田アンテナ - 八木秀次、宇田新太郎
- 1927年: 電子式テレビ - フィロ・ファーンズワース
- 1928年: パン切り機 - Otto Frederick Rohwedder
- 1928年: 電気シェーバー - ジェイコブ・シック（英語版）
- 1928年: 抗生物質 - アレクサンダー・フレミング（ペニシリンの発見）
- 1928年: プリセレクタ・ギアボックス - ウォルター・ゴードン・ウィルソン
- 1928年: ラマン効果 - チャンドラセカール・ラマン[252]
- 1929年: 脳波 (EEG) - ハンス・ベルガー
- 1929年: 撮像管キネスコープ - ウラジミール・ツヴォルキン
- バンドエイド - アール・ディクソン
- 人造インスリン - パウル・ランゲルハンス
- 機械式テレビジョン - 丹羽保次郎

#### 1930年代
- 1930年: クロロプレンゴム - ウォーレス・カロザース
- 1931年: MK鋼 - 三島徳七
- 1931年: アイコノスコープ - ウラジミール・ツヴォルキン
- 1932年: 電波望遠鏡 - カール・ジャンスキー
- 1934年: 新KS鋼（磁性鋼） - 本多光太郎
- 1934年: ハモンドオルガン - ローレンス・ハモンド
- 1935年: マイクロ波レーダー - ロバート・ワトソン＝ワット
- 1935年: ナイロン - ウォーレス・カロザース
- 1935年: 分光測色器 - アーサー・C・ハーディ
- 1937年: ターボプロップエンジン - György Jendrassik
- 1937年: ジェットエンジン - フランク・ホイットルとHans von Ohai
- 1937年: Oリング - ニルス・クリステンセン
- 1937年: 可搬型心電図計 - 武見太郎
- 1937年: アタナソフ&ベリー・コンピュータ - ジョン・アタナソフ
- 1937年: 電子楽器 - ハラルト・ボーデ
- 1938年: ボールペン - ビーロー・ラースロー
- 1938年: ゼログラフィ - チェスター・カールソン
- 1938年: ガラス繊維 - Russell Games Slayter、John H. Thomas
- 1938年: LSD - アルバート・ホフマン
- 1939年: ヘリコプター - イーゴリ・シコールスキイ
- 1939年: 現金自動預け払い機 - Luther George Simjian
- 核医学 - フレデリック・ジョリオ＝キュリー、イレーヌ・ジョリオ＝キュリー、武見太郎

#### 1940年代
- 1940年: Pn接合 - ラッセル・オール[253]
- 1941年: コンピュータ（リレー） - コンラート・ツーゼ
- 1941年: 面ファスナー - ジョルジュ・デ・メストラル： (George de Mestral)
- 1942年: バズーカ型ロケットランチャー - レスリー・A・スキナー（Leslie A. Skinner）、C.N.ヒックマン（英語版）、エドワード・ユール
- 1942年: 原子炉 - エンリコ・フェルミ[16]
- 1942年: 石油の海底パイプライン輸送 - Operation Pluto
- 1943年: アクアラング（スクーバダイビング） - ジャック＝イヴ・クストー他
- 1944年: 電子分光器 - Deutsch Elliot Evans
- 1945年: スリンキー - Richard James と Betty James
- 1945年: 電子レンジ - パーシー・スペンサー[16]
- 1945年: 核兵器（連鎖反応の理論は1933年に確立していた） - マンハッタン計画
- 1946年: 移動体電話サービス - AT&T と Southwestern Bell
- 1946年: ビキニ - ルイ・レアール[16]
- 1947年: クルタ計算機（機械式計算機の一種だが、卓上型ではなく携帯して使える大きさと構造に工夫がある） - クルト・ヘルツシュタルク[254][255]
- 1947年: トランジスタ - ウィリアム・ショックレー、ウォルター・ブラッテン、ジョン・バーディーン
- 1947年: インスタントカメラ - エドウィン・ハーバード・ランド
- 1948年: LPレコード - ピーター・カール・ゴールドマーク
- 1948年: ホログラフィー - ガーボル・デーネシュ[16]
- 1949年: 原子時計
- 1949年: 放射性炭素年代測定 - ウィラード・リビー
- 1949年: 軽自動車（日本）
- 炊飯器 - 三菱電機

#### 1950年代
- 1950年: クレジットカード - フランク・X・マクナマラ（ダイナースクラブ）
- 1951年: 経口避妊薬 - Djerassi、Miramontes、Rosenkranz [256]
- 1951年: 爆発力による磁束圧縮ジェネレータ - アンドレイ・サハロフ
- 1951年: 原子力発電EBR-I - ウォルター・ジン
- 1952年: ナカビゾン（フロッピーディスク?） - 中松義郎[257]
- 1952年: 光ファイバー -  ナリンダー・S・カパニー[258]
- 1952年: 水素爆弾 - エドワード・テラー、スタニスワフ・ウラム
- 1952年: ホバークラフト - クリストファー・コッカレル
- 1953年: メーザー - チャールズ・タウンズ
- 1953年: 超音波検査
- 1954年: スピード測定器 - Bryce K. Brown
- 1954年: 人工ダイヤモンド - トレイシー・ハル
- 1954年: ジオデシック・ドーム - バックミンスター・フラー
- 1955年: ハードディスクドライブ - レイノルド・ジョンソン（IBM）
- 1955年: 潜水艦発射弾道ミサイル（ソビエト連邦）
- 1956年: FORTRAN - ジョン・バッカス
- 1956年: ビデオテープレコーダ - アンペックス
- 1957年: 電卓（リレー式） - カシオ計算機
- 1957年: デジタルシンセサイザー - マックス・マシューズ
- 1957年: 大陸間弾道ミサイル/衛星軌道に達するロケット - セルゲイ・コロリョフ
- 1957年: 人工衛星 - セルゲイ・コロリョフ他（ソビエト連邦の宇宙開発）
- 1958年: インスタントラーメン - 安藤百福
- 1958年: 集積回路 - ジャック・キルビー（テキサス・インスツルメンツ）、ロバート・ノイス（フェアチャイルドセミコンダクター）
- 1958年: 通信衛星（Project SCORE） - Kenneth Masterman-Smith
- 1958年: 埋め込み型心臓ペースメーカー - Rune Elmqvist
- 1959年: 高速鉄道（新幹線） - 川崎重工業
- 1959年: 宇宙探査機（ソビエト連邦の宇宙開発）

#### 1960年代
- 1960年: レーザー - セオドア・メイマン
- 1961年: 弾道弾迎撃ミサイル（ソビエト連邦）
- 1961年: 地面効果翼機エクラノプラン - ロスチスラフ・アレクセーエフ
- 1961年: 光ディスク - デイヴィッド・ポール・グレッグ
- 1961年: 人工内耳 - ウィリアム・ハウス
- 1961年: 有人宇宙飛行 - ユーリイ・ガガーリン、Sergey Korolyo他
- 1961年: 宇宙食、宇宙服（ソビエト連邦）
- 1961年: ホームドア - レニングラード地下鉄
- 1961年: 薄膜トランジスタ - P. K. Weimer[259]
- 1962年: 3次元ホログラフィー - Yuri Denisyuk
- 1962年: 発光ダイオード (LED) - ニック・ホロニアック
- 1963年: マウス (コンピュータ) - ダグラス・エンゲルバート
- 1964年: 炭酸ガスレーザー - チャンドラ·クマール·パテル
- 1964年: 半導体を使った電卓 - Friden, Inc.[260] - なお、同年シャープも半導体を使った電卓を発売している。
- 1965年: 宇宙遊泳 - アレクセイ・レオーノフが実施
- 1966年: ルナ9号のランダーによる地球以外の天体（月）への着陸
- 1966年: リージョナルジェット - A・S・ヤコヴレフ記念試作設計局
- 1966年: 宇宙船のランデブー (宇宙開発)とドッキング - ジェミニ8号とアジェナ標的機[261]
- 1967年: 現金自動預け払い機 - ジョン・シェパード＝バロン
- 1967年: 宇宙船の自動ドッキング - コスモス186号と188号（ソビエト連邦）
- 1967年: クォーツ式腕時計 - セイコー
- 1967年: FM音源 - John Chowning
- 1967年: 金星大気突入 - ベネラ4号（ソビエト連邦）
- 1967年: ペットボトル - デュポン
- 1968年: ハイパーテキスト - アンドリーズ・ヴァン・ダム、テッド・ネルソン
- 1968年: 超音速輸送機 - Tu-144（コンコルドは翌年）
- 1968年: オデッセイ (ゲーム機) - ラルフ・ベア
- 1969年: ARPANET（世界初の広域パケット交換網） - アメリカ国防総省[16]
- 1969年: デジタル写真、CCDイメージセンサ - ウィラード・ボイル、ジョージ・E・スミス[262]
- 1969年: カセット式ビデオテープレコーダ（Uマチック） - ソニー
- アパーチャーグリル - ソニー
- パケット通信 - ポール・バラン、ドナルド・デーヴィス

#### 1970年代
- 1970年: 光ピンセット - アーサー・アシュキン
- 1970年: 関係データベース管理システム - エドガー・F・コッド
- 1970年: 静止型全熱交換器 - 吉野昌孝（元三菱電機）
- 1971年: カップ麺 - 日清食品ホールディングス
- 1971年: 宇宙ステーション - ウラジミール・チェロメイ他[263]
- 1971年: 電子メール - レイ・トムリンソン[264]
- 1971年: カラオケ - 井上大佑
- 1971年: 核磁気共鳴画像法 - レイモンド・ダマディアン
- 1972年: コンピュータ断層撮影 - ゴッドフリー・ハウンズフィールド
- 1972年: ホールスラスタ（ソビエト連邦）
- 1973年: イーサネット - ロバート・メトカーフ他
- 1973年: グラフィカルユーザインタフェースの要素（ウィンドウ、アイコン、メニュー、ポインタ）を取り入れたコンピュータ「Alto」 - パロアルト研究所
- 1973年: 遺伝子組み換え作物 - スタンリー・ノーマン・コーエン他
- 1973年: リフレクトロン - ボリス・マミリン
- 1973年: スタチン（脂質降下薬） - 遠藤章[265]
- 1974年: マイクロファイナンス - ムハマド・ユヌス
- 1974年: ルービックキューブ - ルビク・エルネー
- 1974年: ハイブリッドカー - ビクター・ウォーク
- 1975年: DNAシークエンシング - フレデリック・サンガー
- 1975年: サザンブロッティング - エドウィン・サザン
- 1975年: デジタルカメラ - スティーヴン・サッソン
- 1976年: ゴアテックス - WLゴア&アソシエイツ
- 1976年: 太陽電池搭載電卓 - シャープ
- 1976年: 垂直磁気記録方式 - 岩崎俊一（東北大学）
- 1977年: 携帯電話網 - ベル研究所
- 1978年: カード型電卓 - カシオ計算機
- 1978年: 表計算ソフト -  ダン・ブリックリン
- 1978年: 体外受精 -  ロバート・G・エドワーズ
- 1979年: 半導体デジタルオーディオプレーヤー - ケーン・クレイマー

#### 1980年代
- 1980年: コンパクトディスク - ソニー、フィリップス[16]
- 1980年: フラッシュメモリ - 舛岡富士雄[266][267]
- 1981年: 電子スチルビデオカメラ - ソニー
- 1981年: 走査型トンネル顕微鏡 - ハインリッヒ・ローラー他
- 1982年: CDプレーヤー - ソニー[268]
- 1982年: 絶縁ゲートバイポーラトランジスタ - RCA
- 1982年: ACE阻害薬 - ジョン・ベーン
- 1982年: 人工心臓 - ロバート・ジャービック
- 1982年: カムコーダ - ソニー
- 1982年: 超小型テレビ（ウォッチマン） - ソニー[269]
- 1982年: ラスタースクロール - アイレム[270]
- 1983年: 携帯情報端末 - カシオ計算機
- 1983年: インターネット（初のTCP/IPネットワーク） - ロバート・カーン、ヴィントン・サーフ他
- 1983年: カラー液晶ディスプレイテレビ - セイコー[271][272]
- 1984年: ポータブルCDプレーヤー - ソニー
- 1984年: PD音源 - カシオ計算機
- 1984年: テトリス - アレクセイ・パジトノフ
- 1985年: グラフ表示電卓 - カシオ計算機
- 1985年: ポリメラーゼ連鎖反応 - キャリー・マリス
- 1985年: DNA型鑑定 - アレック・ジェフリーズ
- 1985年: CD-ROM
- 1985年: 原子間力顕微鏡（AFM） - IBMのゲルト・ビーニッヒ
- 1985年: リチウムイオン二次電池 - ジョン・グッドイナフ他
- 1987年: DLP - テキサス・インスツルメンツ
- 1987年: NAND型フラッシュメモリ - 東芝
- 1987年: 電子制御式無段変速機 - スバル
- 1987年: 有機EL
- 1988年: デジタルカメラ - 富士フイルム
- 1989年: 青色発光ダイオード - 赤﨑勇
- 1989年: シルデナフィル（バイアグラ） - ファイザー[273]
- DAT - ソニー

#### 1990年代
- 1990年: World Wide Web - ティム・バーナーズ＝リー[16][274]
- 1991年: メモリーカード - JEIDA
- 1992年: プラズマディスプレイ - 富士通
- 1993年: グローバル・ポジショニング・システム - アメリカ国防総省
- 1993年: 青色発光ダイオード - 中村修二
- 1994年: ウィキ - ウォード・カニンガム
- 1995年: DVD
- 1995年: Amazon.com - ジェフ・ベゾス
- 1996年: バーチャルアナログ音源 - クラビア
- 1996年: USB - インテル、マイクロソフト、日本電気、IBM他
- 1997年: MP3デジタルオーディオプレーヤー - SaeHan Information Systems[275]
- 1997年: プラズマディスプレイ - パイオニア
- 1999年: USBメモリ - M-Systems

## 3千年紀

### 21世紀

#### 2000年代
- 2000年: PlayStation 2
- 2002年: Blu-ray Disc - ソニー他
- 2003年: ヒトゲノム計画完了[276]
- 2006年: 人工多能性幹細胞 - 山中伸弥
- 2007年: iPhone - Apple
- 2007年: 有機ELディスプレイテレビ - ソニー
- 2008年: ブロックチェーン - サトシ・ナカモト

#### 2010年代
- 2014年: 生成AI
- 2018年: MicroLEDテレビ - サムスン電子
- 2019年: 量子コンピュータ - IBM

#### 2020年代
- 2020年: RNAワクチン - ファイザー製薬・ビオンテック
- 2022年: ChatGPT